# 글로 방전

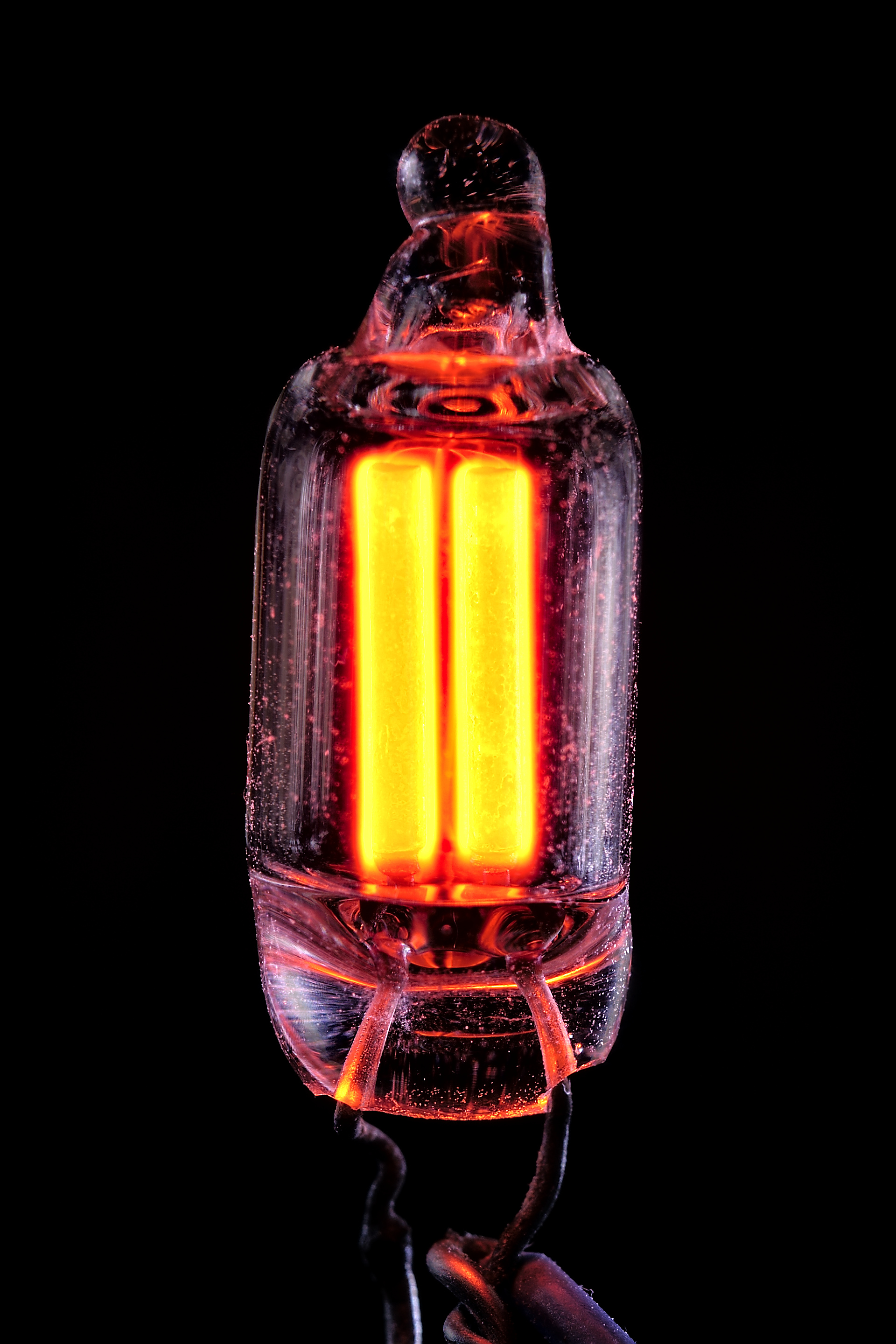

글로 방전은 저압 가스를 통해 전류의 통과로 형성된 플라즈마이다. 이것은 함유 가스 유리관 두 금속 전극 사이에 전압을 인가함으로써 생성된다. 색상은 사용되는 가스에 따라 달라진다.
글로 방전은 널리 네온등, 형광등, 플라즈마 디스플레이와 같은 장치에서 광원으로 사용된다. 분광법이 생성한 빛을 분석하는 가스에서 원자의 상호 작용에 대해 많은 것을 드러내면서, 글로 방전은 플라즈마 및 분석 화학에 사용된다. 그것은 또한 스퍼터링이라는 표면 처리 기술에 사용된다.

## 가스의 전도

이온화 전압 또는 항복 전압 아래에는 발광이 없지만, 전압이 이온화 지점으로 올라감에 따라 타운센드 방전은 글로 방전의 가시화가 나타나는 것처럼 발생한다. 이것은 정상 발광 범위의 시작이다. 전압이 정상적인 글로우 범위 이상으로 올라감에 따라, 이상 광선이 시작된다. 전압이 음극 글로우 전체를 덮는 지점까지 올라가면 음극 아크 방전이 시작된다.

## 기본 작동 메커니즘

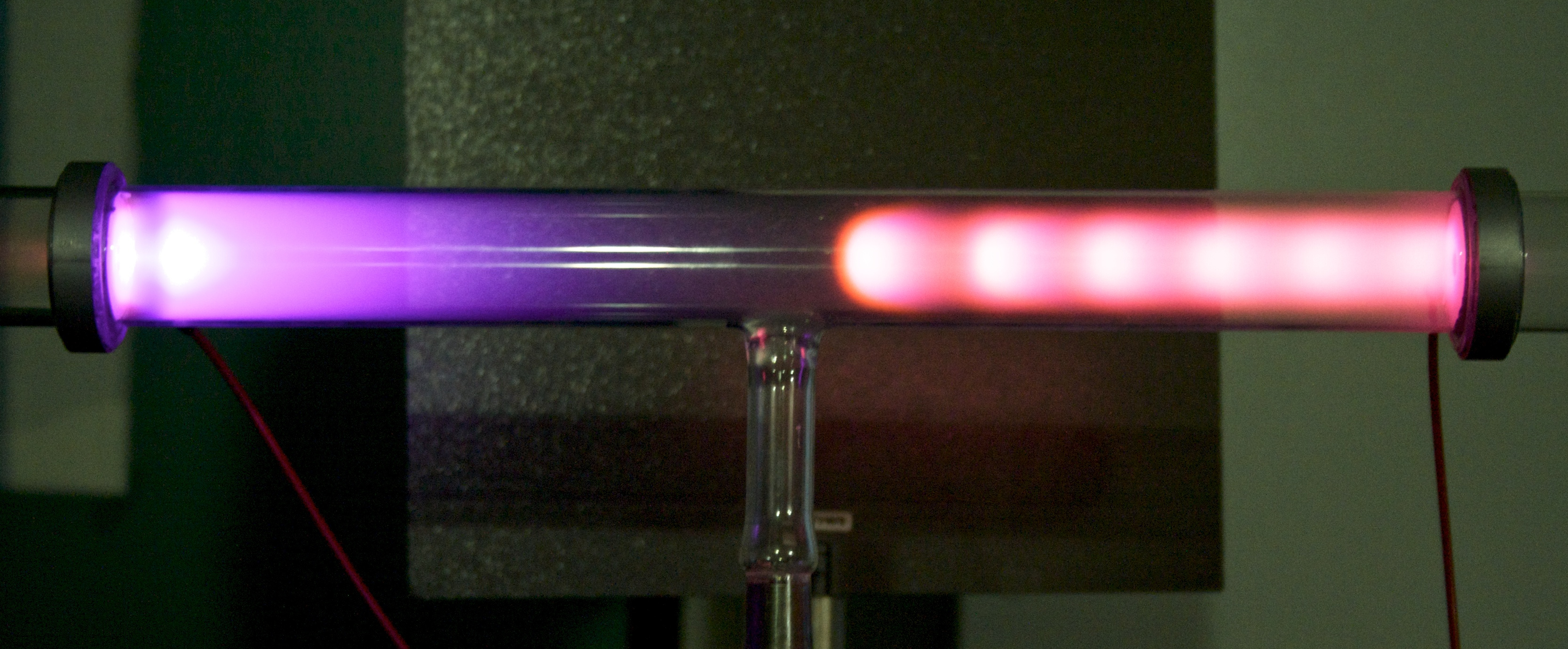

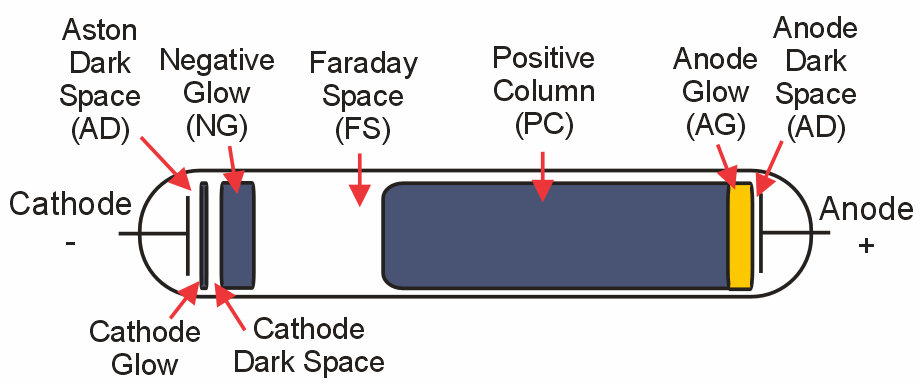

이 시스템은 처음에 윌리엄 크룩스가 만들었다. 글로 방전의 가장 간단한 형태는 직류 글로 방전이다. 가장 간단한 형태에서, 그것은 낮은 압력에서 열린 셀에 두개의 전극(0.1토르:대기압의 약 1/1만번째 1/100)으로 구성되어 있다. 셀은 일반적으로 네온으로 가득하지만, 다른 가스가 사용될수도 있다. 수백 볼트의 전위는 2개의 전극 사이에 인가된다.

## 분석 화학 용도
글로 방전이 고체, 액체 및 가스의 원소, 때때로 분자, 조성물을 분석하는데 사용될수 있지만, 고체의 원소 분석이 가장 일반적이다. 이러한 구성 요소에서, 샘플이 음극으로 사용된다.

## 전원 모드

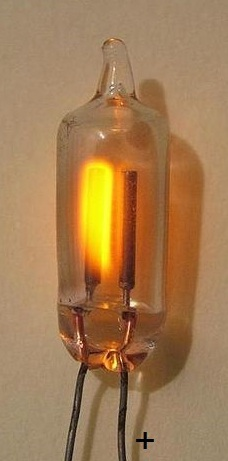

분석 화학에서, 글로 방전이 주로 직류 모드로 동작된다. 이 모드의 경우, 캐소드가(고체 분석 샘플 인)전도성이어야 한다. 전위, 압력 및 전류는 상호 관련된다. 글로 방전은 무선 주파수로 동작할수도 있다.

## 유형
글로 방전과 같은 다양한 유형이 있다.
- 고압 글로 방전, 중공 음극 방전, 스프레이 방전.

## 같이 보기
- 아크 방전
- 진공 아크
- X선 관
- 형광등, 네온등
- 플라즈마 램프

## 참조
- R. Kenneth Marcus (Ed). (1993). 《Glow Discharge Spectroscopies》. Kluwer Academic Publishers (Modern Analytical Chemistrt). ISBN 0-306-44396-1.